# Rijksweg 15
Rijksweg 15 is een Nederlandse autoweg en autosnelweg van de Maasvlakte naar Enschede. Deze rijksweg bestaat uit twee delen die met afzonderlijke nummers op de bewegwijzering te vinden zijn. Het westelijke deel heet A15 / N15 en loopt van de Maasvlakte tot Bemmel. De A18 / N18 is het oostelijke deel van deze rijksweg; dit gedeelte, ook wel de Twenteroute genoemd, loopt van Zevenaar tot Enschede. Het was oorspronkelijk ook genummerd als A15/N15, maar omdat er geen verbinding is met de huidige A15, is het stuk op de borden langs de weg omgenummerd naar A18 en N18. Ondanks de bebording is Rijksweg 18 geen officiële rijksweg.

## A15/N15
Het gedeelte tussen de Maasvlakte en Bemmel wordt de N15 / A15 genoemd. De rijksweg begint officieel bij afrit 8 (Oostvoorne; ook wel Stenen Baakplein genoemd) aan de rand van de Maasvlakte. De N15 begint echter al eerder, namelijk op de Maasvlakte en wel in twee delen. Het eerste gedeelte begint ter hoogte van de Prinses Amaliahaven en heet Maasvlakteweg. Dit gedeelte heeft ook op de borden het nummer N15. Het tweede gedeelte vormt een zijtak van de N15 en begint bij de Coloradoweg en heet Europaweg. Hier is het wegnummer N15 niet op de borden vermeld, maar wel op de hectometerpaaltjes. De beide delen komen samen bij knooppunt Slufter. Deze weggedeelten zijn in beheer bij het Havenbedrijf Rotterdam en zijn officieel dus geen rijksweg. 
Bij afrit 8 gaat de N15 vrijwel ongemerkt over in de autosnelweg A15. Vanaf knooppunt Ridderkerk tot knooppunt Valburg loopt de E31 mee. Tussen knooppunt Ridderkerk-noord en knooppunt Ridderkerk-zuid is de A15 gebundeld met de A16. De A15 is een belangrijke achterlandverbinding met het Duitse Ruhrgebied  en heeft een relatief hoog percentage vrachtverkeer. De A15 ligt parallel aan de Betuweroute.
Grotere plaatsen langs de A15 zijn Spijkenisse, Rotterdam, Barendrecht, Ridderkerk, Papendrecht,  Gorinchem, Tiel en Nijmegen.
De A15 kruist de volgende autosnelwegen:
- de A4 bij knooppunt Benelux,
- de A29 bij knooppunt Vaanplein,
- de A16 bij knooppunt Ridderkerk,
- de A27 bij knooppunt Gorinchem,
- de A2 bij knooppunt Deil,
- de A50 bij knooppunt Valburg en
- de A325 bij knooppunt Ressen.

De A15/N15 passeert enkele wateren:
- De Dintelhaven via de Dintelhavenbrug
- Het Calandkanaal via de Burgemeester Thomassentunnel
- De Oude Maas via de Botlektunnel en de Botlekbrug
- De Noord via de Noordtunnel
- De Giessen over de Peulensluis
- De Linge wordt diverse malen via bruggen gekruist.
- Het Amsterdam-Rijnkanaal wordt nabij Tiel gekruist.

### Groot onderhoud
Eind 2006 eindigde een periode waarin tussen Hardinxveld-Giessendam en Papendrecht gedurende vele jaren groot onderhoud aan de A15 werd gepleegd. In beide richtingen werd het asfalt vernieuwd, werden nieuwe viaducten gemaakt en betere op- en afritten gerealiseerd. De voltooiing van de werkzaamheden was al meerdere keren uitgesteld vanwege problemen met het realiseren van nieuwe viaducten.
In 2007 is de A15 tussen Geldermalsen en Tiel in beide richtingen opgeknapt. Deze werkzaamheden waren veel minder omvangrijk dan die tussen Hardinxveld-Giessendam en Papendrecht. Ze bestonden uit het opnieuw asfalteren en het vervangen van de vangrails. Eerder in 2007 werden gelijkaardige werkzaamheden uitgevoerd tussen Echteld en Zetten.

### Verbreding traject Maasvlakte-Vaanplein (MaVa)
Als gevolg van de aanleg van de Tweede Maasvlakte en een toename van het aantal woningen in Albrandswaard en Barendrecht werd een toename voorzien van het verkeer op de A15. Dit was aanleiding om de weg tussen de Maasvlakte en het Vaanplein op enkele plaatsen te verbreden teneinde de capaciteit te vergroten en de doorstroming te verbeteren.. De totale kosten van dit project bedragen minstens 150 miljoen euro. In maart 2010 ondertekende minister Eurlings het tracébesluit; in 2011 werd begonnen met het project en het werd in februari 2016 opgeleverd.

### Verlenging

#### Tweede Maasvlakte
De A/N15 is de belangrijkste ontsluitingsweg van de Rotterdamse haven. Ook voor de Tweede Maasvlakte is de A/N15 de belangrijkste ontsluitingsweg. Hiervoor was een westelijke verlenging vanaf het huidige beginpunt op de Maasvlakte noodzakelijk. De westelijke ontsluitingsweg werd verbreed tot een autoweg met 2 aansluitingen in 2018.

#### Tussen knooppunt Ressen en Zevenaar
In de regio rond Arnhem wil de rijksoverheid de A15 een betere aansluiting geven op de A12. Vanaf 2005 werden twee varianten onderzocht. De eerste was het verlengen van de A15 van knooppunt Ressen naar de A12. De A15 zou in dat geval ten westen of oosten van Zevenaar op de A12 en de A18 aansluiten met een nieuw aan te leggen knooppunt De Liemers. De andere variant was het verbreden en verbeteren van de bestaande routes (A50/A12 en N325), in combinatie met het verbeteren van het openbaar vervoer. De provincie Gelderland heeft onderzocht of deze variant voldoende oplossing zou bieden. Onder druk van de Gelderse Milieufederatie moest speciaal onderzocht worden of het verbeteren van het openbaar vervoer een haalbare oplossing zou zijn voor het verkeersinfarct in de regio Arnhem-Nijmegen.
De kosten voor de aanleg van de eerste variant worden geschat op 750 miljoen euro. Onder meer moet het (druk bevaren) Pannerdensch Kanaal worden overbrugd of ondertunneld. Afhankelijk van het gekozen tracé moet bij Zevenaar een tunnel worden aangelegd. Deze kosten zouden moeten worden opgebracht door het ministerie van Verkeer en Waterstaat (€ 375 mln), de Stadsregio Arnhem Nijmegen (€ 112,5 mln) en door tolheffing (€ 262,5 mln), al blijkt in de praktijk tolheffing niet gemakkelijk in te voeren te zijn. Begin 2008 is gestart met de voorbereidingen voor een milieueffectrapportage. Na de verkoop van Nuon, in 2009, wat de provincie 4,4 miljard euro opleverde, werd voorgesteld om een deel van dat geld te gebruiken voor het verlengen van de A15 naar de A12/A18.

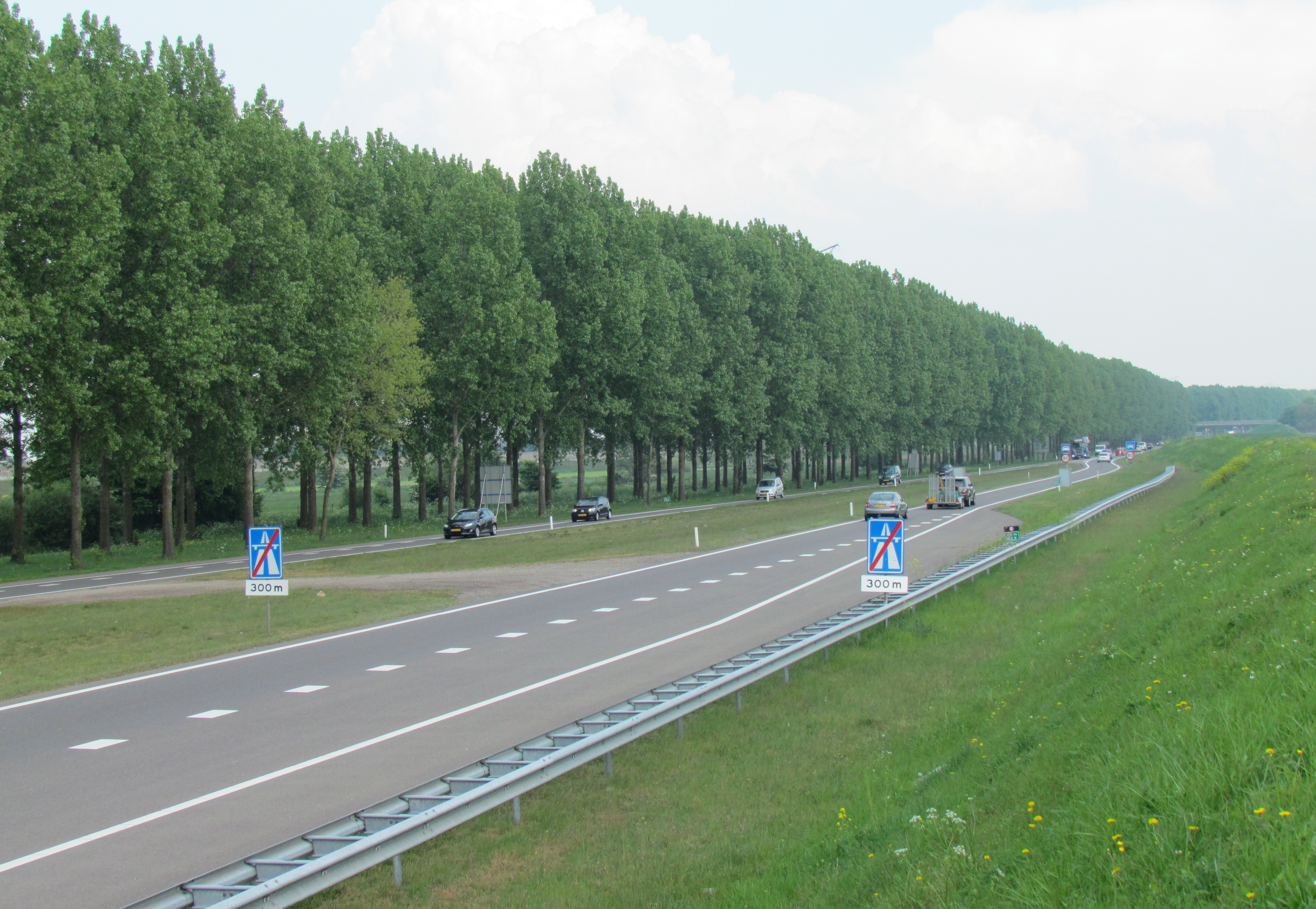
Het einde van de A15 bij Bemmel, in 2014

Op 22 juni 2011 werd bekend dat de A15 bij Bemmel in Gelderland wordt doorgetrokken. Minister Schultz van Haegen (Infrastructuur en Milieu) heeft daarover afspraken gemaakt met de provincie Gelderland en de stadsregio Arnhem/Nijmegen. De aanleg van de nieuwe weg wordt voor een deel met tol betaald. De weg kost ruim 1 miljard euro, het Rijk betaalt daarvan 385 miljoen, de provincie en de regio 372 miljoen. Schultz denkt dat de nieuwe verbinding in 2018 klaar kan zijn (in 2016 staat de oplevering gepland in 2021-2023). Tegen de door de Rijksoverheid en de provincie Gelderland beoogde overbrugging van het Pannerdensch Kanaal bestaan bezwaren vanuit omwonenden en milieugroeperingen, die pleiten voor een tunnelvariant.
Het dorp Helhoek tussen Zevenaar en Duiven dreigde aanvankelijk in tweeën te worden gesneden als gevolg van de doortrekking. In een in november 2015 gesloten akkoord werd een minder rigoureuze inpassing overeengekomen: ter plaatse een volledig verdiepte ligging van de snelweg, met een deksel erover. Verder zou rijksmonument Huis Rijswijk te Groessen, waarvan het oudste deel uit de 14e eeuw dateert, gesloopt moeten worden als de Tweede Kamer instemt met het voorkeurstracé van minister Schultz. Er werd in oktober 2013 wel toegezegd dat er gekeken zou worden naar alternatieven om dit te voorkomen. In de Aanvullende bestuursovereenkomst Doortrekking A15 Ressen naar A12 Oudbroeken uit november 2015 staat behoud echter alleen vermeld als een van de maatregelen die worden uitgevoerd wanneer er sprake is van een meevaller binnen het doortrekkingsproject.

### Aantal rijstroken
| Traject                                                    | Aantal rijstroken                 | Maximumsnelheid |
| ---------------------------------------------------------- | --------------------------------- | --------------- |
| afrit Havens 8800-9000 - afrit Brielle                     | 2×2                               | 100 km/h        |
| afrit Brielle - Knooppunt Rozenburg                        | 2×3                               | 100 km/h        |
| Knooppunt Rozenburg - afrit Havens 4100-5200               | 2×2                               | 100 km/h        |
| afrit Havens 4100-5200 - Knooppunt Benelux                 | 2×3                               | 100 km/h        |
| Knooppunt Benelux                                          | 2×2                               | 100 km/h        |
| Knooppunt Benelux - Knooppunt Vaanplein                    | 2+3+3+2                           | 100 km/h        |
| Knooppunt Vaanplein - afrit Rotterdam-IJsselmonde          | 2+4+4                             | 100 km/h        |
| afrit Rotterdam-IJsselmonde - Knooppunt Ridderkerk (Noord) | 2+4+4+2                           | 100 km/h        |
| Knooppunt Ridderkerk (Noord)                               | 3+2+2                             | 100 km/h        |
| Knooppunt Ridderkerk (Noord) - Knooppunt Ridderkerk (Zuid) | 3+4+4+3                           | 100 km/h        |
| Knooppunt Ridderkerk (Zuid) - afrit Alblasserdam           | 2×3                               | 100 km/h        |
| afrit Alblasserdam - afrit Dordrecht                       | 2×3                               | 120 km/h*       |
| afrit Dordrecht - afrit Sliedrecht-Oost                    | 2+3                               | 120 km/h*       |
| afrit Sliedrecht-Oost - afrit Gorinchem                    | 2×2                               | 120 km/h*       |
| afrit Gorinchem - Knooppunt Gorinchem                      | 4×2                               | 120 km/h*       |
| Knooppunt Gorinchem - Knooppunt Deil                       | 2×2                               | 130 km/h*       |
| Knooppunt Deil                                             | 1+2+2+1                           | 130 km/h*       |
| Knooppunt Deil - Knooppunt Ressen                          | 2×2                               | 130 km/h*       |
| Knooppunt Ressen                                           | 1+1 (oostzijde) / 2+1 (westzijde) | 100 km/h        |
| Knooppunt Ressen - afrit Bemmel                            | 2×1                               | 80 km/h         |
| * maximumsnelheid tussen 6-19h: 100 km/h                   |                                   |                 |

## A18/N18 (Twenteroute)
Het gedeelte Zevenaar - Varsseveld is uitgevoerd als autosnelweg (A18); het gedeelte Varsseveld - Enschede als (auto)weg (N18). Ter hoogte van Doetinchem wordt via een brug de Oude IJssel gekruist. 
In 2010 is besloten dat een nieuwe regionale stroomweg zou worden aangelegd ter vervanging van de oude N18, die door de kernen van Groenlo, Eibergen, Haaksbergen en Usselo liep. De nieuwe weg werd om deze kernen heen gelegd. In april 2015 werden de laatste bezwaren tegen het nieuwe tracé door de Raad van State verworpen, waarmee het onherroepelijk was geworden. De werkzaamheden zijn volgens planning in de tweede helft van 2016 gestart. Op 2 mei 2018 werd de volledige nieuwe N18 geopend voor het verkeer.
Tussen Varsseveld en Groenlo is de weg nog uitgevoerd als gebiedsontsluitingsweg met 1x2 rijstroken, een snelheidslimiet van 80 km/h en enkele gelijkvloerse kruisingen. Her en der is de veiligheid wel verbeterd, onder andere met het opheffen van gevaarlijke oversteekplaatsen en het aanleggen van enkele fietstunnels. Van Groenlo tot Enschede is de N18 aangelegd als regionale stroomweg met een maximumsnelheid van 100 km/h. Van Groenlo tot Haaksbergen heeft de weg 2x1 rijstrook, vanaf Haaksbergen 2x2 stroken. Vanaf afrit Enschede-West (afrit 26) van de A35 valt de N18 samen met de Westerval richting het centrum van Enschede. De Rijksweg eindigt ter hoogte van het viaduct over de Afinkstraat.

### Aantal rijstroken
| Traject                                  | Aantal rijstroken | Maximumsnelheid |
| ---------------------------------------- | ----------------- | --------------- |
| A18                                      |                   |                 |
| Knooppunt Oud-Dijk - Varsseveld          | 2×2               | 130 km/h*       |
| N18                                      |                   |                 |
| Varsseveld - Groenlo                     | 2×1               | 80 km/h         |
| Groenlo - Haaksbergen                    | 2×1               | 100 km/h        |
| Haaksbergen - Enschede                   | 2×2               | 100 km/h        |
| * maximumsnelheid tussen 6-19h: 100 km/h |                   |                 |

## Galerij

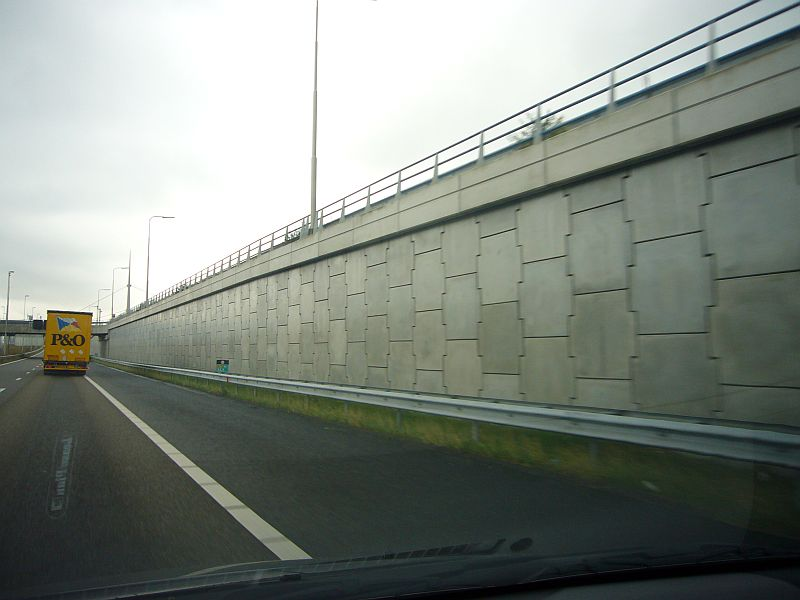
A15 in Europoort (afrit 12)
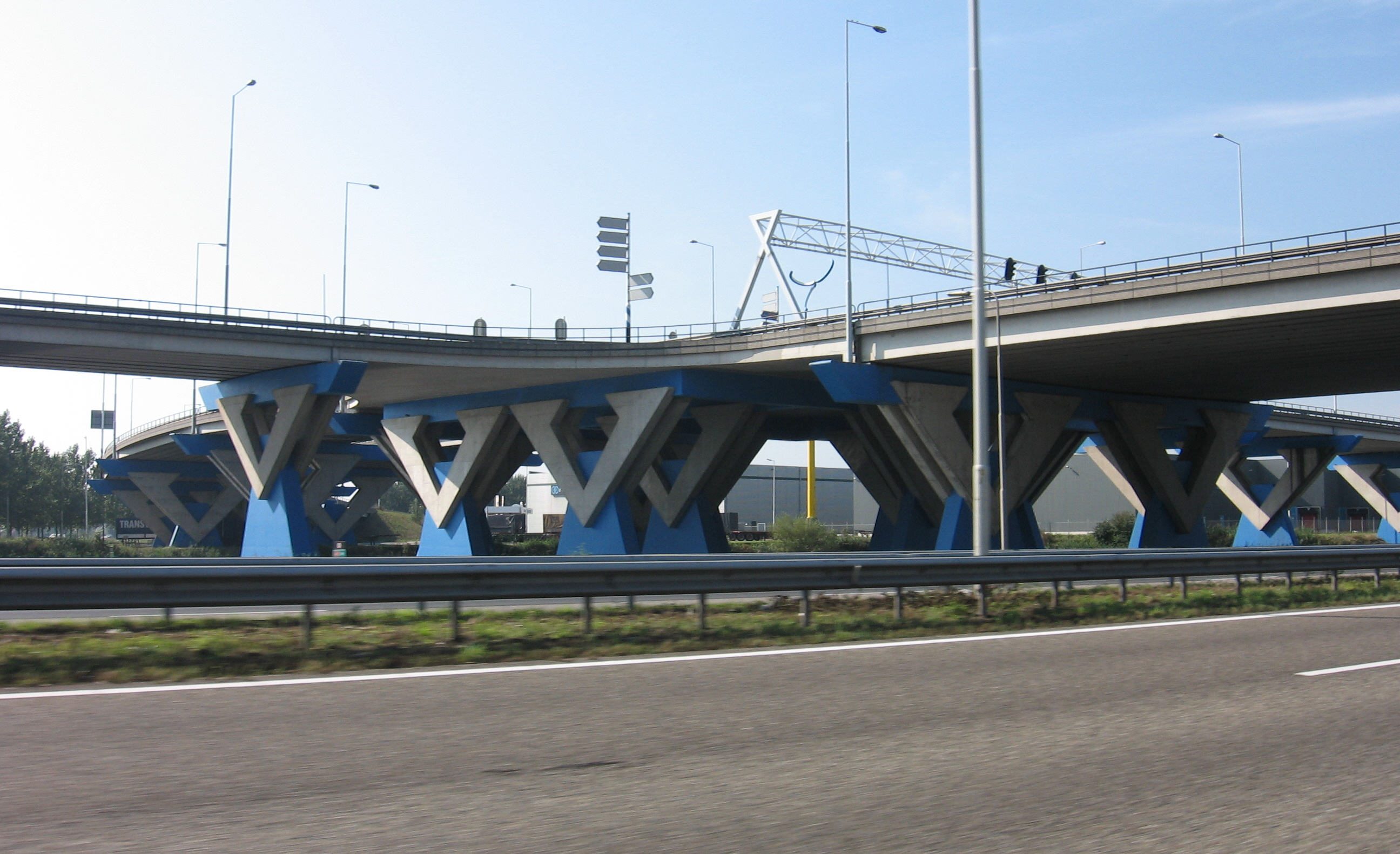
A15 bij aansluiting Rotterdam-Heijplaat
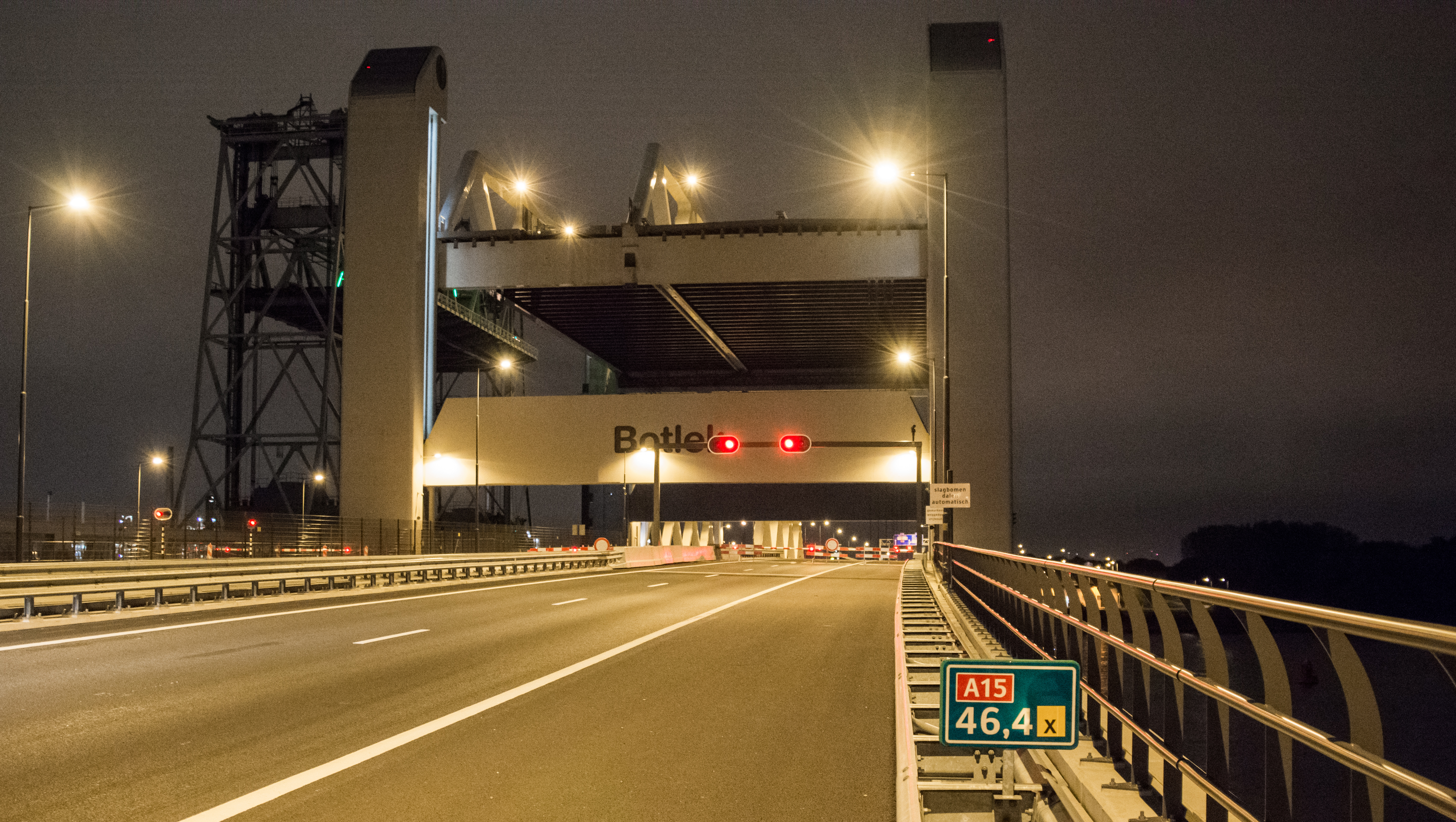
De nieuwe Botlekbrug in de A15. Geopende toestand tijdens onderhoud.
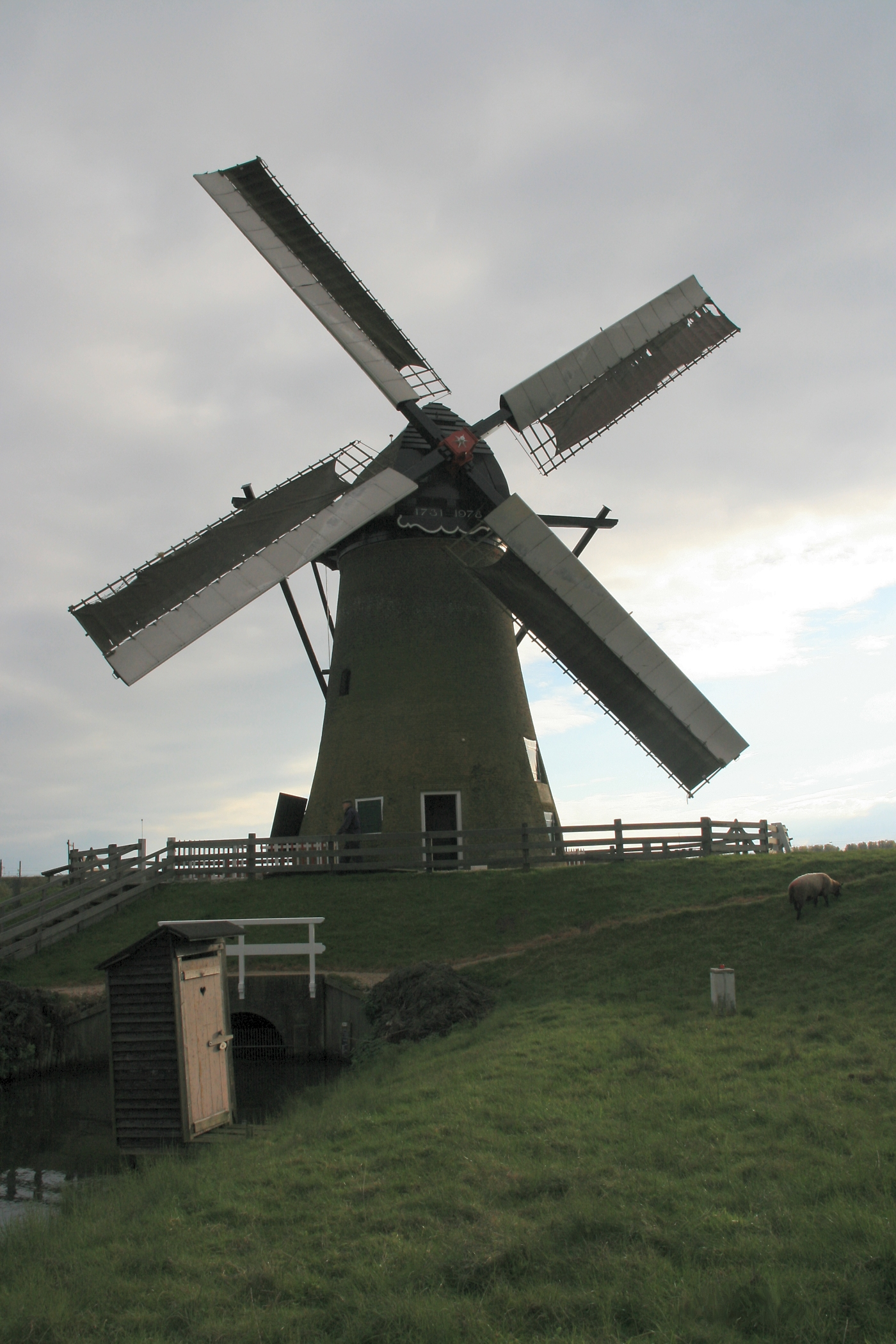
De Pendrechtse Molen nabij het Vaanplein
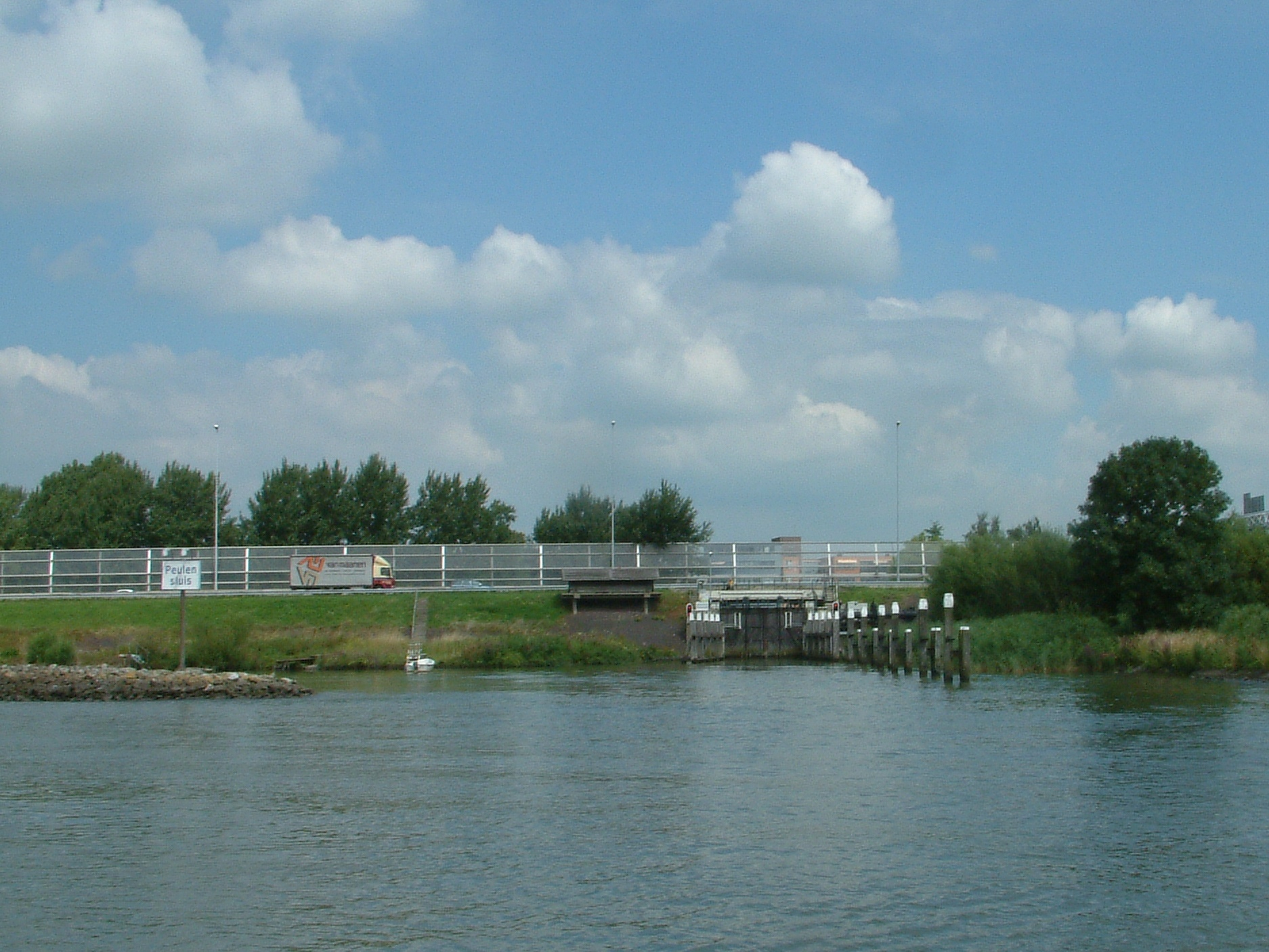
De Peulensluis onder de A15 bij Hardinxveld-Giessendam
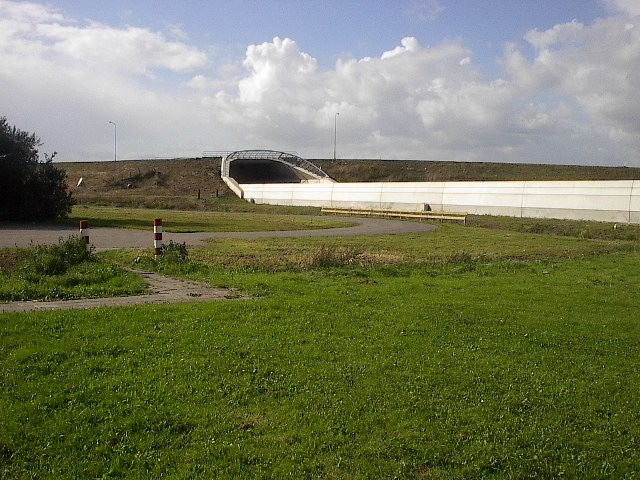
De Betuweroute langs de A15
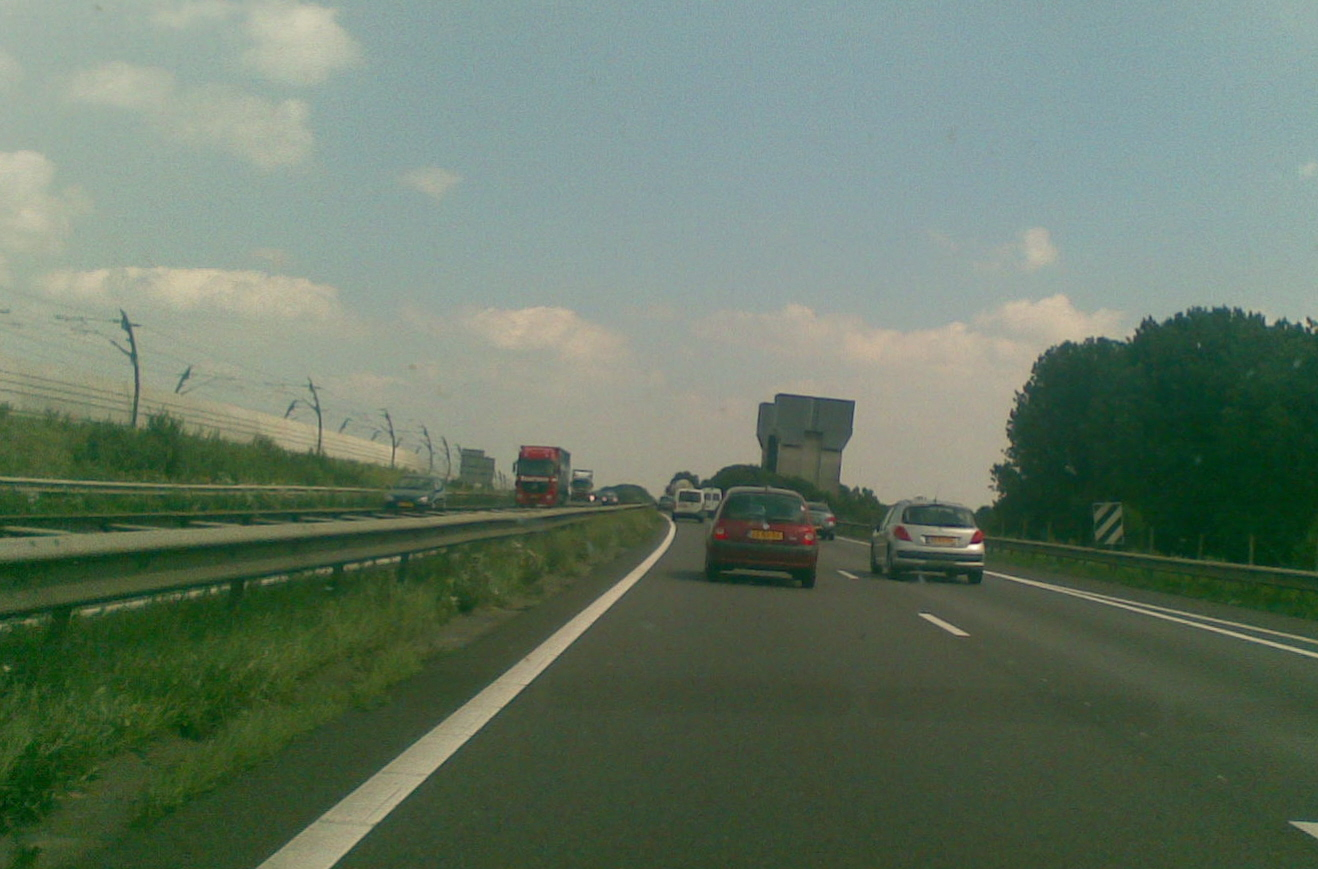
A15 nabij Tiel, ten westen van het Amsterdam-Rijnkanaal. Rechts is de Prins Bernhardsluis te zien. Links de Betuweroute met geluidswal.
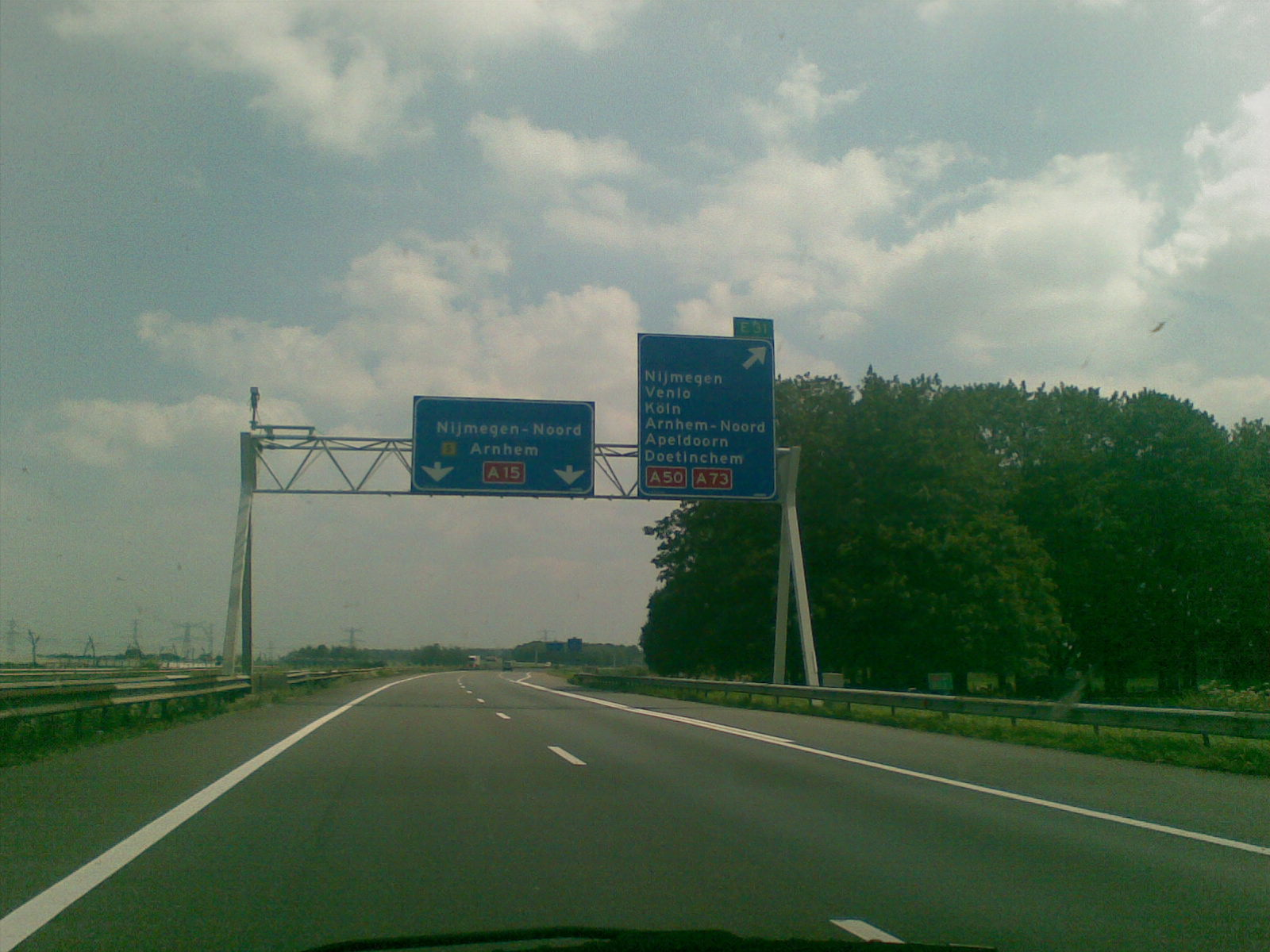
De A15 ten westen van knooppunt Valburg, waar de A15 de A50 kruist.
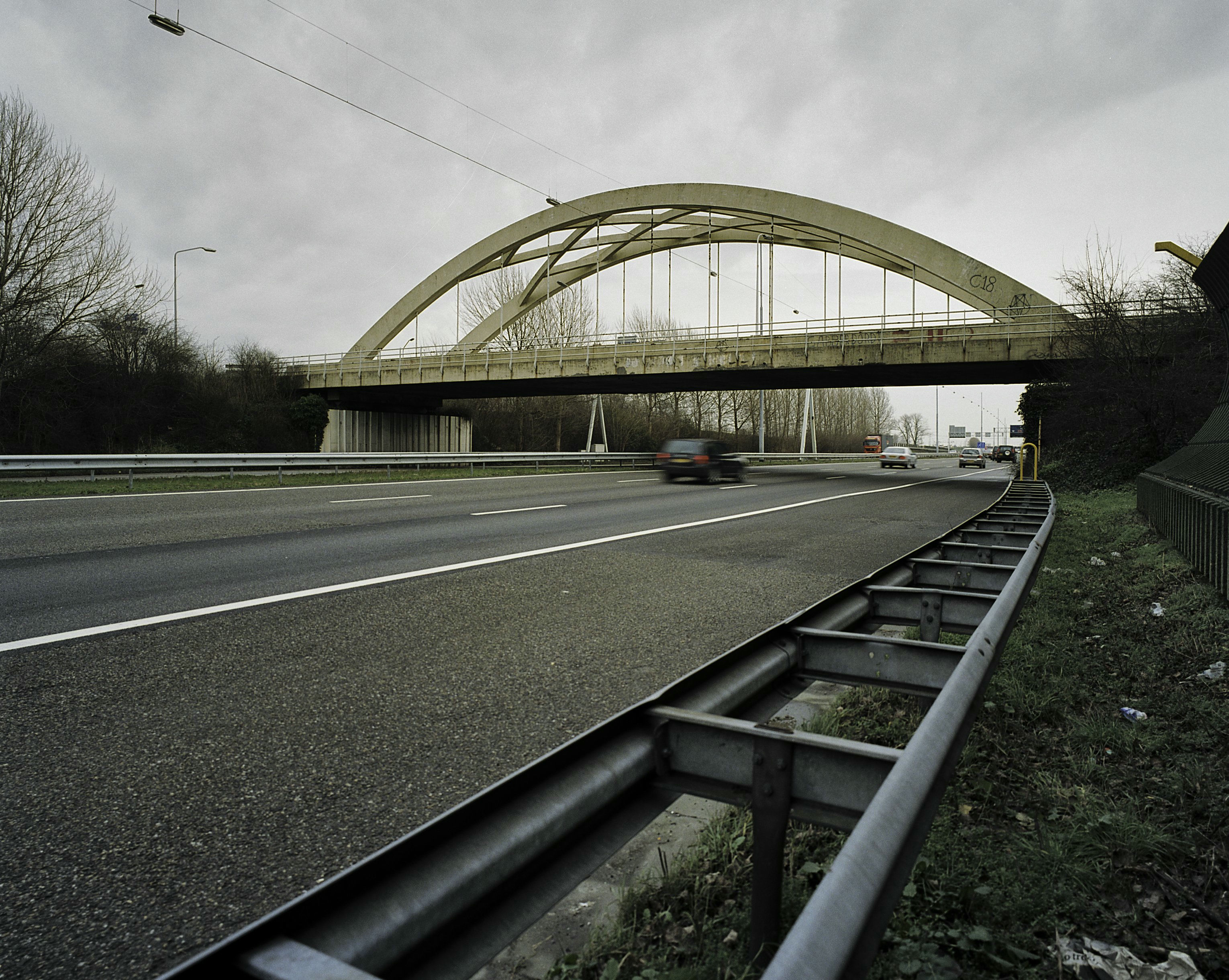
Voormalige Witte Brug over de A15 te Papendrecht, in 2014 vervangen.
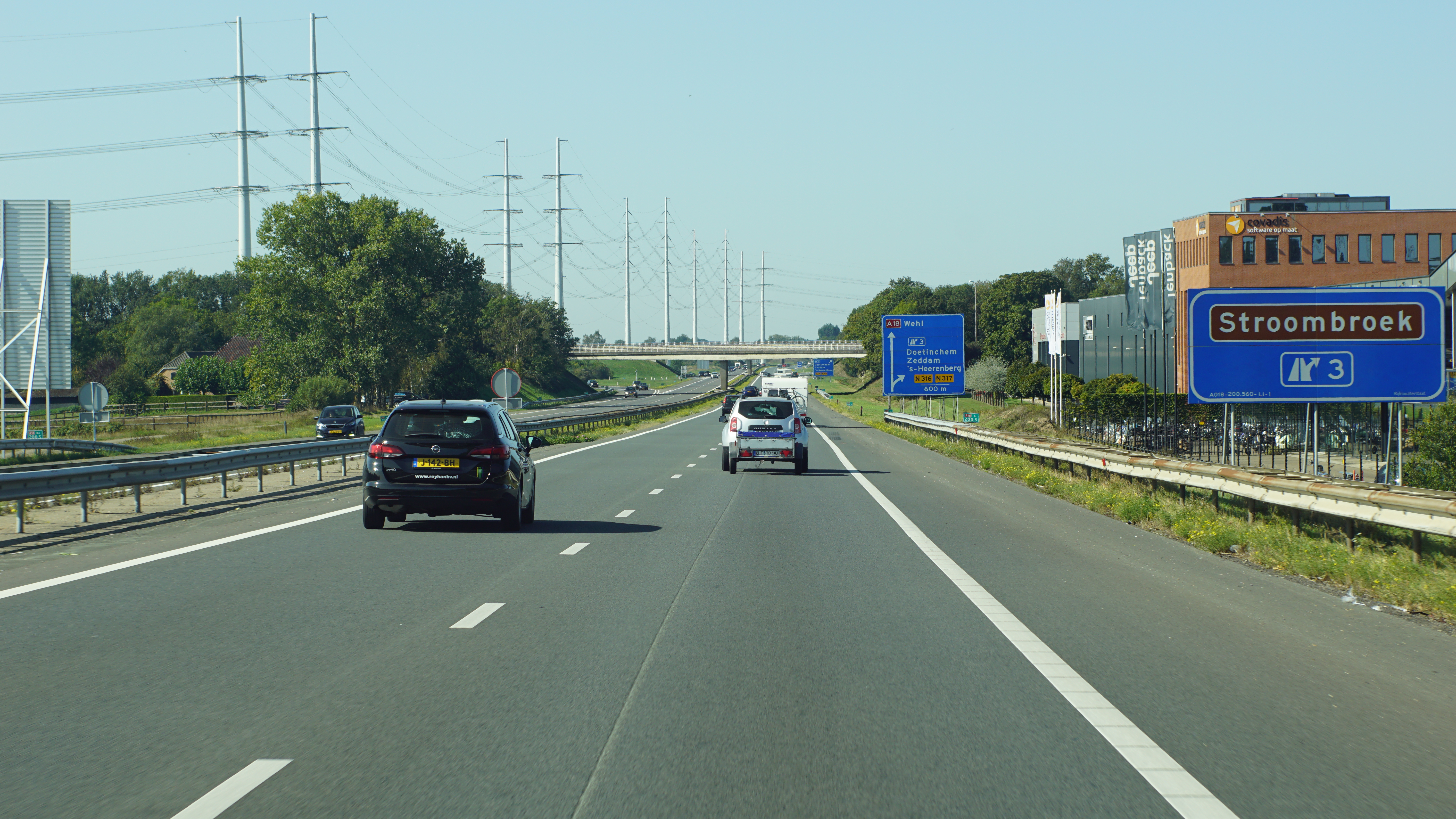
Rijksweg 15 als A18 ter hoogte van Doetinchem richting Wehl
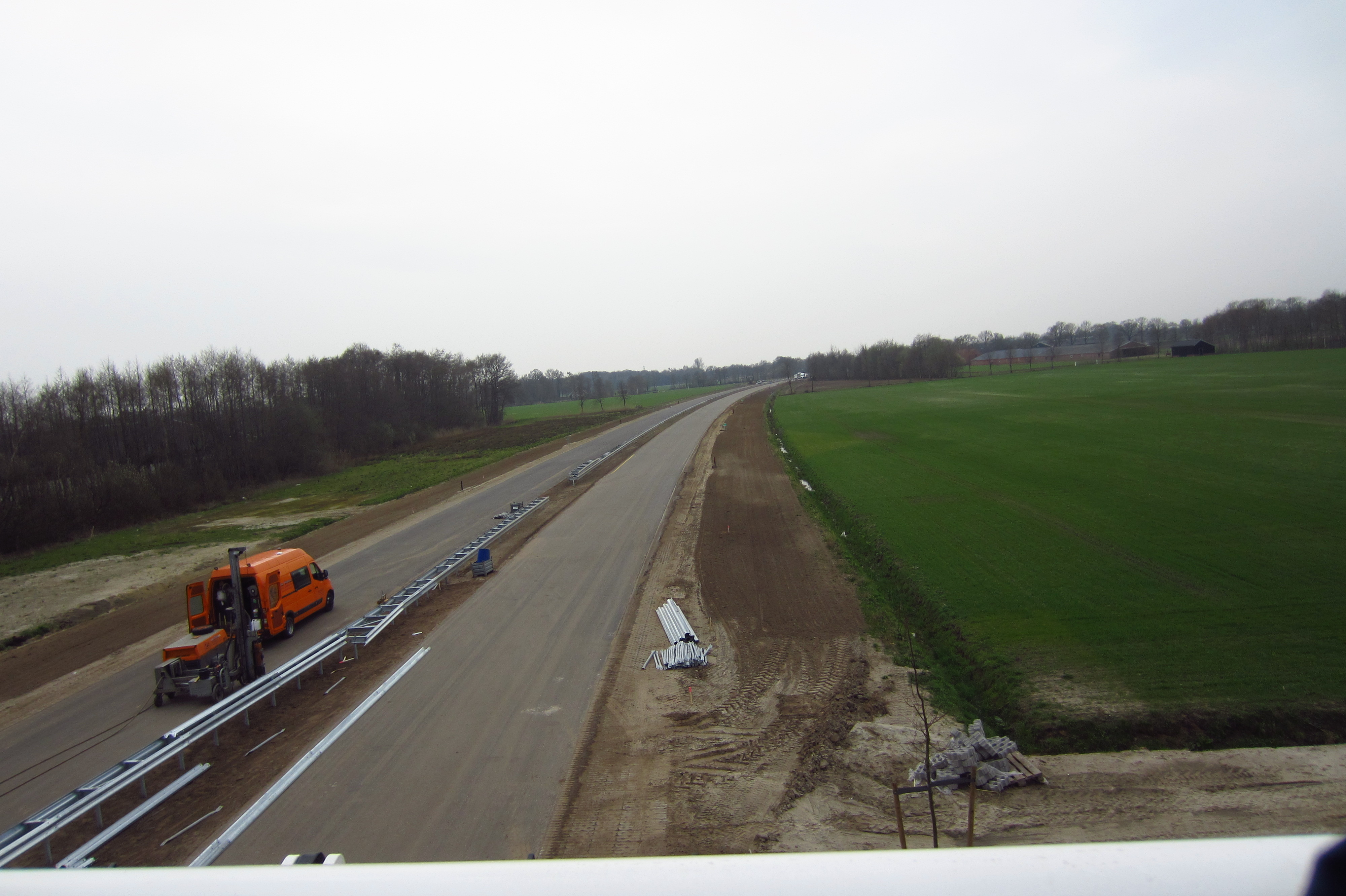
Zicht richting zuiden op aanbouw nieuw traject N18 vanaf nieuw viaduct Koldeveld (N347 bij Haaksbergen)